# Kulhoven

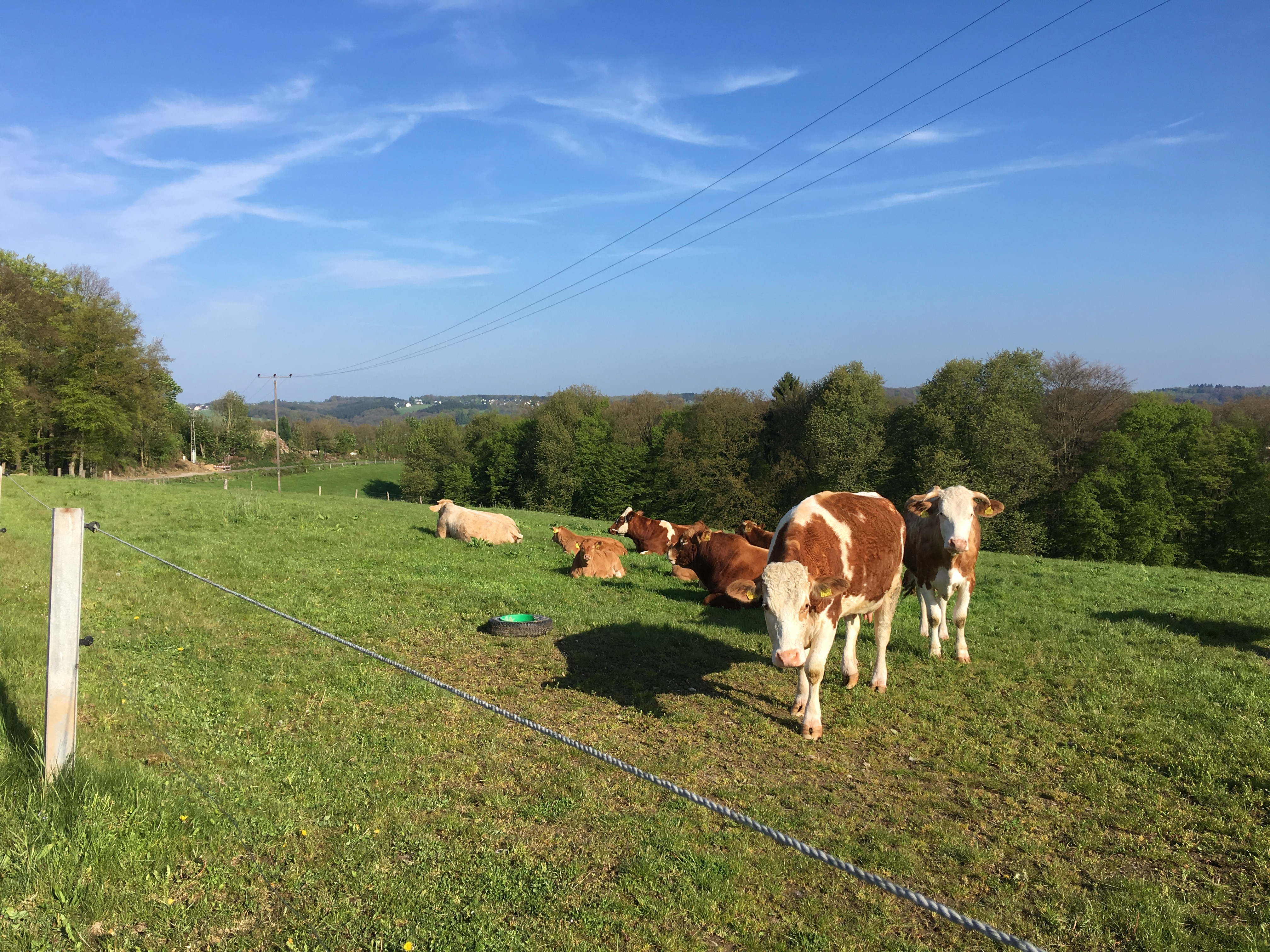

Kulhoven ist ein Ortsteil von Marialinden in der Stadt Overath im Rheinisch-Bergischen Kreis in Nordrhein-Westfalen, Deutschland.

## Lage und Beschreibung
Der kleine, durch Landwirtschaft geprägte Ortsteil Kulhoven befindet sich an der Grenze zum Rhein-Sieg-Kreis. Er ist über die Kreisstraße 34 zu erreichen (hier Eulenthaler Straße genannt.) Ortslagen in der Nähe sind Hasenberg, Weyerhof, Windhausen und Kern. Kulhoven ist Standort eines Veranstalters für Plan- und Kutschfahrten.

## Geschichte
Kuhlhoven wurde im Jahr 1470 als Couldenhoven urkundlich erwähnt.
Die Topographia Ducatus Montani des Erich Philipp Ploennies, Blatt Amt Steinbach, belegt, dass der Wohnplatz bereits 1715 eine Hofstelle besaß, die als Kulhofe beschriftet ist. Carl Friedrich von Wiebeking benennt die Hofschaft auf seiner Charte des Herzogthums Berg 1789 als Kulzhof. Aus ihr geht hervor, dass der Ort zu dieser Zeit Teil der Honschaft Heiliger im Kirchspiel Overath war.
Der Ort ist auf der Topographischen Aufnahme der Rheinlande von 1817 als Koelhofen verzeichnet. Die Preußische Uraufnahme von 1845 zeigt den Wohnplatz der aber namentlich nicht eingetragen ist. Die Preußische Neuaufnahme von 1892 zeigt den Ort unter dem Namen Kuhlhofen. Auf Messtischblättern ist der Ort später regelmäßig als Kulhoven verzeichnet.
1822 lebten zehn Menschen im als Gut kategorisierten und Kölhofen bezeichneten Ort, der nach dem Zusammenbruch der napoleonischen Administration und deren Ablösung zur Bürgermeisterei Overath im Kreis Mülheim am Rhein gehörte. Für das Jahr 1830 werden für den als Koelhofen und Pachtgut bezeichneten Ort elf Einwohner angegeben. Der 1845 laut der Uebersicht des Regierungs-Bezirks Cöln als Kulhoven bezeichnete und als Pachtgut  kategorisierte Ort besaß zu dieser Zeit ein Wohngebäude mit neun Einwohnern, alle katholischen Bekenntnisses.
Die Liste Einwohner und Viehstand von 1848, die unter anderem der Steuererhebung diente, zählte in Kulhoven 6 Bewohner.  Danach lebte dort ein Heinrich Jansen (Ackerer, Vicariegut) mit seiner dreiköpfigen Familie, zu der zu dem eigenen Kind noch ein Pflegekind kam, und zwei Personen Gesinde. An Viehbestand  listete die Obrigkeit auf: 1 Pferd, 3 Kühe, 2 Rinder, 6 Schweine.
Die Gemeinde- und Gutbezirksstatistik der Rheinprovinz führt Kuhlhoven 1871 mit einem Wohnhaus und neun Einwohnern auf. Im Gemeindelexikon für die Provinz Rheinland von 1888 werden für Kuhlhoven ein Wohnhaus mit sieben Einwohnern angegeben. 1895 besitzt der Ort ein Wohnhaus mit sechs Einwohnern, 1905 wird ein Wohnhaus und vier Einwohner angegeben.